# Гашей
Гашей (рос. Гашей) — село Мухоршибірського району, Бурятії Росії. Входить до складу Сільського поселення Цолгинського.
Населення —  534 особи (2015 рік). 